# 삐에로와 국화
"삐에로와 국화"는 1982년에 개봉한 대한민국의 영화이다.

## 캐스팅
- 강신성일
- 윤정희
- 전무송
- 장인한
- 김길호
- 윤순홍
- 한은진
- 최성관
- 오영수
- 양택조
- 최종원
- 양진웅
- 김형진
- 한태일
- 이기영
- 최신영
- 박예숙
- 조학자
- 강희
- 김미자
- 정홍희
- 오명옥